# Górnik Łęczna (femenino)
El Górnik Łęczna es un club de fútbol femenino de la ciudad de Łęczna, en Polonia, fundado en 2002. Actualmente milita en la Ekstraliga, la máxima categoría del fútbol femenino polaco. Dispone igualmente de una sección de fútbol masculino que compite en la I Liga, la segunda división del fútbol polaco.

## Historia
Participó durante años en las ligas de segundo y tercer nivel de Polonia. En 2006/07, el equipo alcanzó las semifinales de la Copa de Polonia pero perdió ante Medyk Konin. En la temporada 2009/10 con la expansión de la Ekstraliga, el equipo finalmente ganó la promoción a la máxima categoría.
Ha conseguido dos títulos de la Ekstraliga y otros dos en la Copa de Polonia.

## Palmarés

### Torneos nacionales
- Ekstraliga (2):

2018, 2019.
- Copa de Polonia (2):

2017/18, 2019/20.